# Aranyi Sándor
Aranyi Sándor (Nagybecskerek, 1908. április 7. – Csongrád, 1982. július 12.) magyar orvos, szülész-nőgyógyász, katonatiszt, ezredes, politikus.

## Élete
Középiskolai tanulmányait a szolnoki Verseghy Ferenc Gimnáziumban végezte, majd 1931-ben a debreceni Tisza István Tudományegyetemen szerzett általános orvosi diplomát. 1931 és 1939 között a Pázmány Péter Tudományegyetem II. számú Női Klinika gyakornoka, illetve egyetemi tanársegéde volt. Nőgyógyászati publikációi 1936-tól az Orvosképzésben és 1938-tól a Magyar Nőorvosok Lapjában jelentek meg. 1939-ben szülész-nőgyógyász szakorvosi vizsgát tett, és a budapesti Honvéd Tiszti Kórház Szülészeti és Nőgyógyászati Osztály helyettes vezetője, majd 1942-ben osztályvezető főorvosa lett.
A második világháború alatt egészségügyi oszlopparancsnokként került kapcsolatba a fegyveres ellenállás tagjaival, Pálffy Györggyel, Kálló Ferenc tábori lelkész alezredessel és Sólyom László szolgálaton kívüli vezérkari századossal, valamint az illegális kommunista párt katonai vezetésével. Bekapcsolódott mozgalmukba, megszervezte katonai ellenállás esetére az egészségügyi ellátást, Kálló Ferenc segítségével fegyvereket gyűjtött és azokat kórházában rejtegette az ellenállók számára. 1944-ben a Bajcsy-Zsilinszky Endre és Kiss János altábornagy által vezetett ellenállási mozgalom katonai-egészségügyi ellenállási szervezetének vezetője lett, a Baár–Madas iskolát az ellenállás báziskórházává alakította ki.
1944 novemberében a nyilasok letartóztatták, a Margit körúti katonai börtönben, majd a sopronkőhidai fegyházban tartották fogva. Mivel iratai a körülzárt Budapesten maradtak, bizonyítékok hiányában szabadon engedték. Egy tábori kórház százados parancsnokaként szovjet hadifogságba esett, de Miklós Béla miniszterelnök közbenjárására elengedték. 1945 májusától a Honvédelmi Minisztérium Egészségügyi Osztály helyettes főcsoportfőnöke volt, 1947-től orvosezredesi rangban. 1945-ben Magyar Szabadság érdemrenddel tüntették ki. Nagy szerepet játszott a budapesti Róbert Károly körúti Központi Honvéd Kórház újjászervezésében, ahol új, 40 ágyas női osztályt rendezett be. 1947-ben bázeli XI. Nemzetközi Katonaorvos és Gyógyszerész Kongresszuson képviselte Magyarországot.
1950 áprilisában az Államvédelmi Hatóság katonai elhárítói tartóztatták le a Sólyom altábornagy vezette úgynevezett tábornoki összeesküvés gyanúsítottjaként, a koncepciós per 12-ed rendű vádlottja volt. A katonai bíróság első fokon halálra, majd a Katonai Főtörvényszék 1950 augusztusában életfogytiglani börtönbüntetésre ítélte. A váci börtönben és a budapesti Gyűjtőfogházban raboskodott, majd 1954-ben szabadlábra helyezték, és 1955-ben perújrafelvétel után rehabilitálták. Felajánlották régi beosztását, de elutasította, és 1955-től 1976-ig Csongrád város Kiemelt Szülészotthonának vezető főorvosaként dolgozott. Nevéhez fűződik Csongrád és környékének egészségügyi, elsősorban nővédelmi ellátásának megszervezése.
1982-ben hunyt el Csongrádon. A szolnoki Széchenyi-lakótelepen utcát neveztek el róla, 2006-ban pedig ugyanitt a Magyar Szocialista Párt helyi szervezete emléktáblát állíttatott.

## Díjai, elismerései
- Magyar Szabadság érdemrend bronz fokozata (1947)[9]
- Magyar Köztársasági Érdemérem arany fokozata (1948)[10]